# Copa Rio 2010
In 2010 werd de vijftiende editie van de Copa Rio gespeeld voor voetbalclubs uit de Braziliaanse staat Rio de Janeiro. De competitie werd georganiseerd door de FERJ en werd gespeeld van 7 juli tot 20 november. Enkel clubs die niet in de nationale reeksen speelden namen deel. De winnaar mocht kiezen tussen een deelname aan de Copa do Brasil 2011 of de Campeonato Brasileiro Série D 2011, de vicekampioen mocht aan de andere competitie deelnemen. Sendas werd kampioen en koos voor de Série D waardoor Bangu aan de Copa do Brasil mocht deelnemen. 

## Eerste fase

### Groep A
| Plaats | Clu                | Wed. | W | G | V | Saldo | Ptn. |
| ------ | ------------------ | ---- | - | - | - | ----- | ---- |
| 1.     | Sendas             | 8    | 6 | 1 | 1 | 18:3  | 19   |
| 2.     | Fênix              | 8    | 5 | 2 | 1 | 13:5  | 14   |
| 3.     | Goytacaz           | 8    | 3 | 4 | 1 | 12:4  | 13   |
| 4.     | Quissamã (1)       | 8    | 2 | 1 | 5 | 7:14  | -2   |
| 5.     | Castelo Branco (2) | 8    | 0 | 0 | 8 | 0:24  | -9   |

 (1): Quissamã trok zich na vijf wedstrijden terug en kreeg negenstrafpunten, de overige wedstrijden werden als een 0-3 verlies aangerekend. 
 (2): Castelo Branco trok zich na twee wedstrijden terug en kreeg negenstrafpunten, de overige wedstrijden werden als een 0-3 verlies aangerekend.
|  | Geplaatst voor tweede fase |

## Tweede fase

### Groep B
| Plaats | Clu              | Wed. | W | G | V | Saldo | Ptn. |
| ------ | ---------------- | ---- | - | - | - | ----- | ---- |
| 1.     | Bangu            | 8    | 5 | 3 | 0 | 14:6  | 18   |
| 2.     | Tigres do Brasil | 8    | 3 | 3 | 2 | 11:7  | 12   |
| 3.     | Volta Redonda    | 8    | 3 | 3 | 2 | 11:10 | 12   |
| 4.     | Resende          | 8    | 1 | 4 | 3 | 7:7   | 7    |
| 5.     | Fênix            | 8    | 0 | 3 | 5 | 5:18  | 3    |

|  | Geplaatst voor derde fase |

### Groep C
| Plaats | Clu       | Wed. | W | G | V | Saldo | Ptn. |
| ------ | --------- | ---- | - | - | - | ----- | ---- |
| 1.     | Madureira | 8    | 4 | 4 | 0 | 14:9  | 16   |
| 2.     | Goytacaz  | 8    | 3 | 3 | 2 | 11:9  | 12   |
| 3.     | America   | 8    | 2 | 4 | 2 | 9:8   | 10   |
| 4.     | Olaria    | 8    | 2 | 2 | 4 | 9:13  | 8    |
| 5.     | Boavista  | 8    | 1 | 3 | 4 | 11:15 | 6    |

|  | Geplaatst voor derde fase |

### Groep D
| Plaats | Clu            | Wed. | W | G | V | Saldo | Ptn. |
| ------ | -------------- | ---- | - | - | - | ----- | ---- |
| 1.     | Friburguense   | 6    | 4 | 2 | 0 | 13:3  | 14   |
| 2.     | Sendas         | 6    | 4 | 1 | 1 | 12:5  | 13   |
| 3.     | Sampaio Corrêa | 6    | 1 | 1 | 4 | 7:15  | 4    |
| 4.     | Americano      | 6    | 1 | 0 | 5 | 6:15  | 3    |

|  | Geplaatst voor derde fase |

## Derde fase

### Groep E
| Plaats | Clu          | Wed. | W | G | V | Saldo | Ptn. |
| ------ | ------------ | ---- | - | - | - | ----- | ---- |
| 1.     | Bangu        | 6    | 4 | 0 | 2 | 10:9  | 12   |
| 2.     | Goytacaz     | 6    | 3 | 1 | 2 | 8:6   | 10   |
| 3.     | Friburguense | 6    | 2 | 1 | 3 | 5:5   | 7    |
| 4.     | America      | 6    | 1 | 2 | 3 | 4:7   | 5    |

|  | Geplaatst voor finale |

### Groep F
| Plaats | Clu              | Wed. | W | G | V | Saldo | Ptn. |
| ------ | ---------------- | ---- | - | - | - | ----- | ---- |
| 1.     | Sendas           | 6    | 5 | 0 | 1 | 9:4   | 15   |
| 2.     | Madureira        | 6    | 3 | 1 | 2 | 10:9  | 10   |
| 3.     | Tigres do Brasil | 6    | 3 | 0 | 3 | 8:7   | 9    |
| 4.     | Volta Redonda    | 6    | 0 | 1 | 5 | 3:10  | 1    |

|  | Geplaatst voor finale |

## Finale
|                   |       |       |        |                                                                                 |
| 17 november 16:00 | Bangu | 0 – 1 | Sendas | Moça Bonita, Rio de Janeiro Toeschouwers: 874 Scheidsrechter: Wagner dos Santos |
| 17 november 16:00 |       |       |        | Moça Bonita, Rio de Janeiro Toeschouwers: 874 Scheidsrechter: Wagner dos Santos |

|                   |               |       |       | |
| 20 november 16:00 | Sendas        | 1 – 2 | Bangu | Estádio Arthur Sendas, São João de Meriti Toeschouwers: 750 Scheidsrechter: William Marcelo de Souza |
| 20 november 16:00 |               |       |       | Estádio Arthur Sendas, São João de Meriti Toeschouwers: 750 Scheidsrechter: William Marcelo de Souza |
| 20 november 16:00 | Strafschoppen |       |       | Estádio Arthur Sendas, São João de Meriti Toeschouwers: 750 Scheidsrechter: William Marcelo de Souza |
| 20 november 16:00 | 4 - 3         |       |       | Estádio Arthur Sendas, São João de Meriti Toeschouwers: 750 Scheidsrechter: William Marcelo de Souza |

## Kampioen
| Copa Rio de 2010           |
| São João de Meriti         |
| -------------------------- |
| SENDAS Kampioen (1° titel) |